# Nuclei vestibulares
Die Nuclei vestibulares, Vestibulariskerne oder Vestibularkerne bilden einen Kernkomplex aus jederseits vier Haupt-Kerngebieten und einigen kleineren zusätzlichen Kerngruppen im dorsalen Rautenhirn (Rhombencephalon). Beim Menschen liegen sie medial des unteren Kleinhirnstiels, in der Area vestibularis der Rautengrube, also im verlängerten Mark (Medulla oblongata) und im kaudalen Bereich der Brücke (Pons) unter dem Boden des IV. Ventrikels, ungefähr in Höhe des Eintritts des VIII. Hirnnervens. Zu diesen Vestibularkernen zieht der wesentliche Teil der Primärafferenzen (erstes afferentes Neuron) von sekundären Sinneszellen (Haarzellen) des Vestibularorgans, also Nervenfasern des Vestibulären Teils (Pars vestibularis) vom VIII. Hirnnerven (Nervus vestibulocochlearis) oder auch Nervus vestibularis.
Im Einzelnen unterscheidet man als die vier Hauptkerne
- Nucleus vestibularis rostralis (superior) (Bechterew-Kern)
- Nucleus vestibularis lateralis (Deiters-Kern)
- Nucleus vestibularis medialis (Schwalbe-Kern)
- Nucleus vestibularis caudalis (inferior) (Roller-Kern)

An Afferenzen erhält der Kernkomplex insgesamt außer den primärafferenten vestibulären – von den drei Bogengängen (Cristae ampullares) und den beiden Maculae von Utriculus und Sacculus des Gleichgewichtsorgans im vestibulären Teil des Innenohrs gleicher Seite – verschiedene cerebelläre Projektionen von Kleinhirn-Anteilen zur Koordination von Blick- und Stützmotorik, als spinale Afferenzen auch primärafferente der Propriozeptoren tiefer Hals- und Nackenmuskel sowie u. a. auch visuelle Informationen via Afferenzen seitens der oberen Hügel des Mittelhirns.
Über Efferenzen sind die unterschiedlichen Kerngebiete einer Seite nicht nur untereinander und teils über Kommissuren mit den gegenseitigen verbunden, sondern auch mit verschiedenen anderen Regionen des Gehirns wie auch des Rückenmarks, so mit
- medullärer und pontiner Formatio reticularis aus allen vestibulären Hauptkernen (vestibulo-retikulär),
- archi- und paläozerebellären Anteilen des Kleinhirns (insbesondere Flocculus, Nodulus und Uvula), die neben diesen sekundären auch primäre vestibulo-cerebellare Zuflüsse erhalten und unter diesem Aspekt als Vestibulozerebellum zusammengefasst werden,
- Augenmuskelkernen (Nucleus nervi oculomotorii, Nucleus nervi trochlearis und Nucleus nervi abducentis) und akzessorischen Kernen des Mittelhirns (Nucleus interstitialis Cajal), hauptsächlich über das mediale Längsbündel (Fasciculus longitudinalis medialis),
- verschiedenen Motoneuronen unterschiedlicher Segmente des Rückenmarks, über die seitliche und mittlere vestibulo-spinale Bahn (Tractus vestibularis lateralis bzw. medialis), sowohl direkt als auch über spinale Interneuronen,
- besonderen Kerngebieten (Nuclei ventrales posterioinferior, ventrales posterolateralis, lateralis thalami) des Thalamus als spezifische Projektion – neben der unspezifischen über das aufsteigende retikuläre System (ARS, siehe auch ARAS) – und von dort als zentrale Gleichgewichtsbahn zu zwei Arealen der Großhirnrinde (Cortex cerebri), die offenbar für bewusste Wahrnehmungen unserer Stellung im Raum von Bedeutung sind (Area 2v und 3a des somatosensorischen Cortex).